# Otto Freiherr von Fircks
Otto Friedrich Freiherr von Fircks (* 14. September 1912 in Pedwahlen bei Sabile, Lettland; † 17. November 1989 in Hannover) war ein deutschbaltischer Landwirt, SS-Obersturmführer und Politiker (CDU).

## Leben und Beruf
Nach dem Abitur am Deutschen Gymnasium in Windau studierte Fircks von 1933 bis 1939 Landwirtschaft in Riga. Er gehörte dem Corps Curonia an. Zwischen 1936 und 1939 war er Vorsitzender der Deutschen Studentenschaft in Riga. Er siedelte im Winter 1939 als Volksdeutscher in den Warthegau um, schloss sich zum 4. Mai 1940 als Obersturmführer der SS an (SS-Nummer 357.261) und war als Landwirt Mitarbeiter des SS-Ansiedlungsstabes in Litzmannstadt. 1940/41 leitete er den SS-Arbeitsstab in Gnesen. In dieser Funktion war er an der „Evakuierung“ polnischer Familien sowie an der Einweisung volksdeutscher Umsiedler in deren Höfe beteiligt. Zudem hat sich Fircks bei der Judenverfolgung hervorgetan. Dazu schrieb er am 31. Januar 1940: „Mit der Evakuierung geht es dort sehr gut vorwärts. Bis zum 12. Februar wird mit der Heraussetzung der Juden Schluß sein, dann kommen die Polen an die Reihe.“
Von 1941 bis 1945 nahm er als Soldat der Kriegsmarine am Zweiten Weltkrieg teil, zuletzt als Oberleutnant zur See der Reserve. Bei Kriegsende geriet er in britische Gefangenschaft, aus der er 1946 entlassen wurde.
Fircks war von 1946 bis 1951 als Arbeiter im Landkreis Wesermarsch und in Göttingen tätig, wirkte dann als Verwalter in der Landwirtschaft und erwarb schließlich einen Hof, den er in der Folgezeit bewirtschaftete. Daneben engagierte er sich in Vertriebenenorganisationen und war von 1954 bis 1969 Landesgeschäftsführer des Bundes der Vertriebenen (BdV) in Niedersachsen. Nach mehreren Prozessen und dem Bekanntwerden seiner Verstrickung als SS-Obersturmführer in die volksdeutsche Ansiedlungspolitik zog er sich 1976 aus dem politischen Leben zurück.

## Parteipolitische Tätigkeiten
Fircks trat 1961 in die CDU ein, nachdem er zuvor der Gesamtdeutschen Partei angehört hatte, für die er bei der Bundestagswahl 1961 erfolglos auf der niedersächsischen Landesliste kandidiert hatte. Er war von 1964 bis 1968 stellvertretender Vorsitzender und von 1969 bis 1972 Vorsitzender des CDU-Kreisverbandes Burgdorf. Fircks war Bezirksvorsitzender in Lüneburg und stellvertretender Landesvorsitzender der Vereinigung der Ost- und Mitteldeutschen in der CDU in Niedersachsen. Zudem wurde er zum Vorstandsmitglied des Arbeitskreises für Ostfragen sowie zum Vorstandsmitglied des Evangelischen Arbeitskreises der CDU in Niedersachsen gewählt. Seit 1961 war er Mitglied des Präsidiums des Kuratoriums Unteilbares Deutschland. Fircks wurde Mitglied des Programmbeirates beim Norddeutschen Rundfunk.

## Abgeordneter
Fircks war in der fünften Wahlperiode vom 20. Mai 1963 bis 5. Juni 1967 Mitglied des Niedersächsischen Landtages. Er wurde zum Vorsitzenden des Ausschusses für Angelegenheiten der Vertriebenen, Flüchtlinge und Kriegssachgeschädigten vom 26. Juni 1963 bis 5. Juni 1967 gewählt. Dem Deutschen Bundestag gehörte er von 1969 bis 1976 an. Er war in beiden Wahlperioden über die Landesliste Niedersachsen ins Parlament eingezogen.

## Ehrungen
- Preußenschild, 1987